# Bill Moggridge

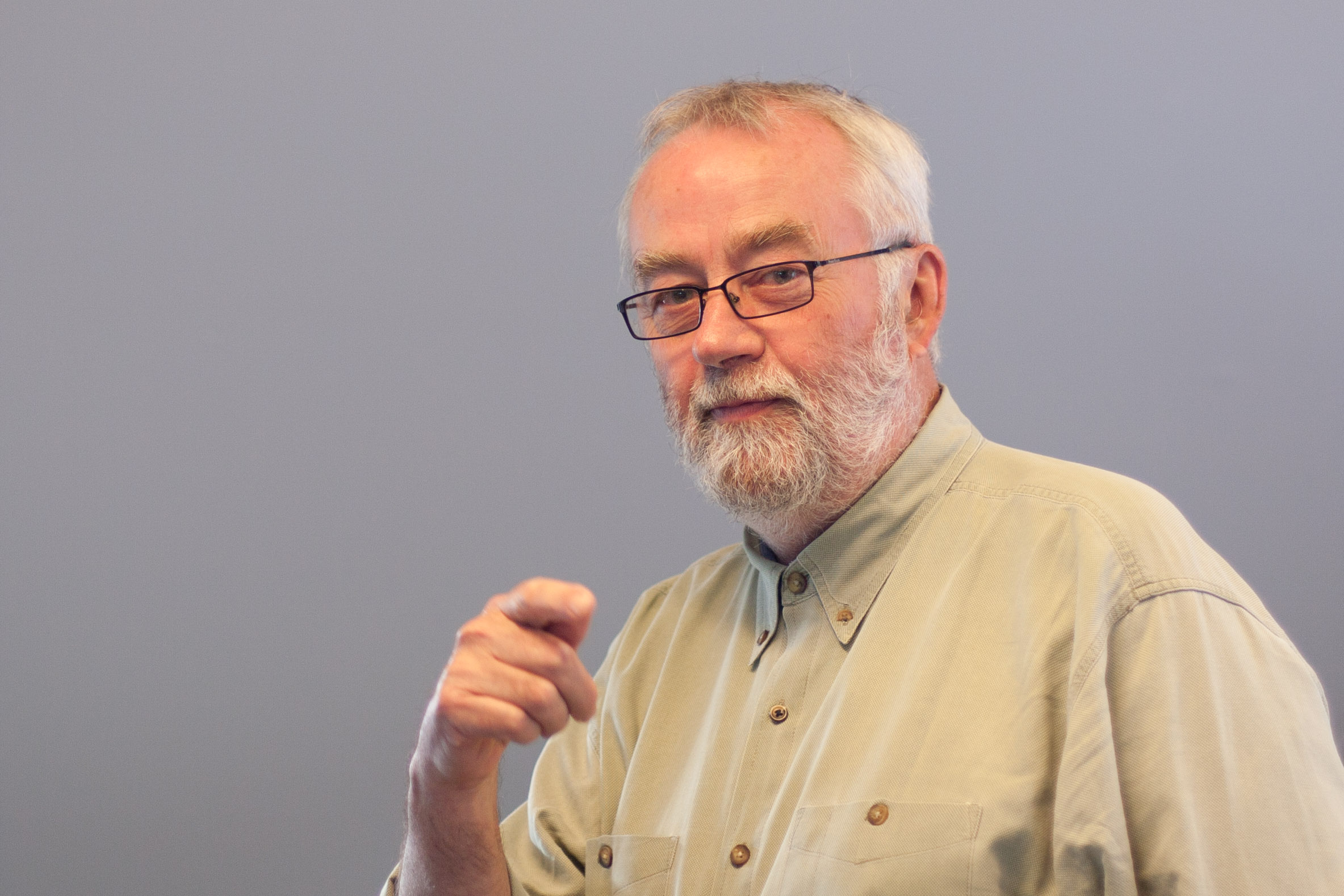
Bill Moggridge beim CIID, Juni 2010

William (Bill) Moggridge (* 25. Juni 1943; † 8. September 2012), britischer Industrie- und Interactiondesigner, war Mitbegründer von IDEO, das Führungskräfte zu einem der innovativsten Unternehmen der Welt wählten. Seit 2010 war er Direktor des Smithsonian’s Cooper-Hewitt National Design Museums in New York.

## Werdegang
Bill Moggridge entwarf den als ersten Laptop der Welt zu bezeichnenden Computer, den GRiD Compass 1100. Er ist ein Wegbereiter des Interaction Designs und einer der Ersten, der menschliche Faktoren in die Gestaltung von Software und Hardware integrierte. Moggridge war Visiting Professor für Interaktionsdesign am Royal College of Art in London, Dozent für Design an der London Business School und Vorstandsmitglied des Interaction Design Institute in Ivrea, Italien. Er war u. a. Consulting Associate Professor für Design an der Stanford University.

## Auszeichnungen
Bill Moggridge erhielt 1996 einen red dot design award als Leiter des design team of the year (IDEO).
Im April 2009 zeichnete ihn das Cooper Hewitt Museum mit dem US-amerikanischen National Design Award für seine Lebensleistung aus. Am 9. November 2010 wurde er mit dem Prince Philip Designers Prize ausgezeichnet.

## Werke
- Designing Interactions (mit CD-ROM), The MIT Press (30. Oktober 2006), ISBN 0-262-13474-8
- Designing Media (mit DVD), The MIT Press (Oktober 2010), ISBN 0-262-01485-8.[6]